# The Heart Guy
The Heart Guy (dt. etwa der Herz-Typ, im Original: Doctor Doctor) ist eine australische TV-Drama-Serie. Sie wurde erstmals am 14. September 2016 auf Nine Network ausgestrahlt. Die Serie ist im deutschsprachigen Raum seit 15. Mai 2017 beim Sender Sky 1 Deutschland zu sehen.
Im Oktober 2017 wurde die Verlängerung der Serie um eine dritte Staffel bekanntgegeben, ausgestrahlt in Australien vom 6. August 2018 bis 8. Oktober 2018.
Ab dem 3. September 2018 liefen die ersten beiden Staffeln im Free TV auf One / ARD auch mit englischem Originalton.
Am 17. Oktober 2018 wurde die Serie um eine vierte Staffel verlängert. Am 14. Januar 2020 erschien beim deutschsprachigen Pay-TV-Sender Sky die 4. Staffel. Am 31. März 2020 wurde die Serie um eine fünfte und letzte Staffel verlängert, die 2021 ausgestrahlt wird.

## Inhalt
Nach einer Reihe von Problemen während einer OP erhält der Herzchirurg Dr. Hugh Knight eine für ihn lebensverändernde Strafe vom medizinischen Tribunal: Er wird für ein Jahr als Landarzt in seiner früheren Heimatstadt Whyhope eingesetzt. Er ist ein Hedonist, der aufgrund seiner schieren Begabung glaubt, dass er außerhalb der Regeln leben kann. Seine Philosophie „hart arbeiten, härter spielen“ wird ihm dabei jedoch recht bald zum Verhängnis.
Er trifft auf ein schlecht ausgerüstetes Provinzkrankenhaus. Der Verwaltungschef Ken ist chaotisch und jung, seine attraktive Vorgesetzte Penny nach eigener Aussage lesbisch und seine Sprechstundenhilfe Betty ein sehr gewissenhaft-esoterischer Typ. Immerhin ist da die junge, quirlige Assistenzärztin Aoife und dann wäre da noch die wahrlich offenherzige Pharmavertreterin Kimberly.
Bei Ken fällt Hugh schnell in Ungnade, denn er hat nichts Besseres zu tun, als bei der von Ken angehimmelten Kimberly sofort zur Sache zu kommen. Ken ist außer sich und brummt Hugh einen Notfalldienst auf. Aber die Operation wegen einer Schusswunde oberhalb des Herzens ist für ihn ein großes Vergnügen. Er rettet damit den Patienten und Aoife hat angeblich die OP übernommen.
Zu Hause freuen sich alle über Hughs Rückkehr. Mutter Meryl, Vater Jim und Bruder Matt sowie seine Schwägerin Charlie, seine immer noch heiße Ex-Freundin aus alten Zeiten.
Das Wiedersehen mit seinem alten Freund bringt jedoch nicht nur Freude: Joey hat wahrscheinlich Krebs und Hugh lässt seine Beziehungen spielen, damit er in Sydney gründlich untersucht werden kann.

## Besetzung
Die deutschsprachige Synchronisation der Serie erfolgt durch die Deutsche Synchron & Medienproduktion, Berlin unter Dialogbuch und Dialogregie von Michael Nowka.
| Rolle                | Darsteller            | Synchronsprecher      |
| -------------------- | --------------------- | --------------------- |
| Hugh Knight          | Rodger Corser         | Dennis Schmidt-Foß    |
| Charlie              | Nicole da Silva       | Yvonne Greitzke       |
| Matt Knight          | Ryan Johnson          | Jaron Löwenberg       |
| Penny                | Hayley McElhinney     | Vera Teltz            |
| Meryl Knight         | Tina Bursill          | Katarina Tomaschewsky |
| Jim Knight           | Steve Bisley          | Jürgen Kluckert       |
| Aoife (Staffel 1)    | Shalom Brune-Franklin | Laurine Betz          |
| Betty                | Belinda Bromilow      | Antje von der Ahe     |
| Ajax                 | Matt Castley          | Fabian Kluckert       |
| Hayley               | Chloe Bayliss         | Daniela Molina        |
| Joey (Staffel 1)     | Dave Eastgate         | Olaf Reichmann        |
| Ken                  | Charles Wu            | Konrad Bösherz        |
| Dr. Toke (Staffel 2) | Angus McLaren         | Marcel Collé          |
| Mia (Staffel 2)      | Brittany Scott Clark  | Marie-Isabel Walke    |

## Trivia
Die Serie ist nach Rush die zweite australische Serie, an deren Hauptcast sowohl Rodger Corser als auch Nicole da Silva mitwirken.

## Veröffentlichung im deutschsprachigen Raum
Beide bisherigen Staffeln der Serie werden von Polyband Medien auf DVD veröffentlicht.
- Staffel 1 erschien am 25. August 2017[8]
- Staffel 2 ist am 23. März 2018 erschienen[9]